# Jönköpings resecentrum
Jönköpings resecentrum är Jönköpings kommuns mest trafikerade järnvägsstation, och ligger vid Juneporten i stadsdelen Väster, vid Jönköpingsbanan.
Från järnvägsstationen går bland annat Västtåg (regionaltåg) till Nässjö och Falköping–Skövde–Töreboda och Falköping–Göteborg. Det går även lokaltrafik med krösatåg till Vaggeryd–Värnamo–Alvesta–Växjö och Nässjö–Sävsjö–Stockaryd–Alvesta–Växjö. Det ligger även en bussterminal vid resecentrum, med bussar till bland andra Stockholm, Göteborg och Malmö.
Den nuvarande byggnaden uppfördes 1983 och ersatte den äldre Jönköpings Central, ritad av Adolf W. Edelsvärd inför invigningen av Södra stambanan 1864. Statens Järnvägar (SJ) och Jönköpings kommun beslöt riva stationen 1981 och ersätta den med en terminal ritad av Carl Nyrén. År 2001 tillkom en vänthall för bussar och tåg.
Övriga järnvägsstationer och hållplatset inom tätorten Jönköping är Rocksjön, Huskvarna station och Hovslätt. I Jönköpings utökade tätort (med separata närliggande tätorter) finns Bankeryd, Norrahammar, Taberg och Månsarp.
Planerna på en höghastighetsjärnväg med förbindelse mellan Stockholm, Göteborg och Malmö över Jönköping inkluderar inte trafik till nuvarande station i Jönköping, utan till en station i mer perifert läge, såsom Jönköpings gamla flygfält.